# 240 (liczba)
240 (dwieście czterdzieści) – liczba naturalna następująca po 239 i poprzedzająca 241.

## W matematyce
- 240 to liczba proniczna, ponieważ można ją wyrazić jako iloczyn dwóch kolejnych liczb całkowitych, 15 i 16[1]. Jest to także liczba półdoskonała[2], równa połączeniu dwóch jej właściwych dzielników (24 i 40)[2].
- Jest to również liczba wysoce złożona, mająca w sumie 20 dzielników, więcej niż jakakolwiek poprzednia liczba[3]; oraz liczba podlegająca refaktoryzacji i liczba tau, ponieważ jeden z jej dzielników wynosi 20, co oznacza możliwość podzielenia bez reszty liczby 240[4].
- 240 to podwielokrotna suma tylko dwóch liczb: 120 i 57121 (lub 239²); i jest częścią drzewa podwielokrotności 12161, które obejmuje: 0, 1, 120, 240, 504, 1056, 1968, 3240, 7650, 14112, 32571, 27333 i 12161.
- Jest to najmniejsza liczba, którą można wyrazić jako sumę kolejnych liczb pierwszych na trzy różne sposoby[5].
- Liczba 240 jest wysoce tocjentna.
- Liczba 240 jest palindromiczna w podstawach 19 (CC 19), 23 (AA 23), 29 (88 29), 39 (66 39), 47 (55 47) i 59 (44 59).
- 240 to stopień wielomianu algebraicznego szesnastocyklowego odwzorowania logistycznego[6],
- 240 to liczba różnych rozwiązań łamigłówki Soma[7].